# E-Prix de Hong Kong de 2019
El e-Prix de Hong Kong de 2019 (oficialmente, el 2019 FIA Formula E HKT Hong Kong e-Prix) fue una carrera de monoplazas eléctricos del campeonato de la FIA de Fórmula E que transcurrió el 10 de marzo de 2019 en el circuito callejero de Hong Kong de Hong Kong.

## Resultados

### Clasificación
| Pos.    | No. | Piloto                 | Team      | Tiempo   | Dif    | PL |
| ------- | --- | ---------------------- | --------- | -------- | ------ | -- |
| 1       | 5   | Stoffel Vandoorne      | HWA       | 1:11.580 | -      | 1  |
| 2       | 22  | Oliver Rowland         | Nissan    | 1:11.903 | +0.323 | 2  |
| 3       | 48  | Edoardo Mortara        | Venturi   | 1:12.310 | +0.730 | 6  |
| 4       | 36  | Andre Lotterer         | Techeetah | 1:12.868 | +1.288 | 3  |
| 5       | 17  | Gary Paffett           | HWA       | 1:13.033 | +1.453 | 4  |
| 6       | 11  | Lucas Di Grassi        | Audi      | 1:14.177 | +2.597 | 5  |
| 7       | 2   | Sam Bird               | Virgin    | 1:12.529 | —      | 7  |
| 8       | 23  | Sébastien Buemi        | Nissan    | 1:12.529 | +0.000 | 8  |
| 9       | 19  | Felipe Massa           | Venturi   | 1:12.570 | +0.041 | 9  |
| 10      | 4   | Robin Frijns           | Virgin    | 1:12.600 | +0.071 | 10 |
| 11      | 8   | Tom Dillmann           | NIO       | 1:12.839 | +0.310 | 11 |
| 12      | 66  | Daniel Abt             | Audi      | 1:12.850 | +0.321 | 12 |
| 13      | 27  | Alexander Sims         | BMW       | 1:12.861 | +0.332 | 13 |
| 14      | 7   | José María López       | Dragon    | 1:13.073 | +0.544 | 14 |
| 15      | 3   | Nelson Piquet Jr       | Jaguar    | 1:13.421 | +0.892 | 15 |
| 16      | 6   | Felipe Nasr            | Dragon    | 1:13.885 | +1.356 | 16 |
| 17      | 20  | Mitch Evans            | Jaguar    | 1:13.920 | +1.391 | 17 |
| 18      | 25  | Jean Eric Vergne       | Techeetah | 1:13.927 | +1.398 | 18 |
| 19      | 16  | Oliver Turvey          | NIO       | 1:14.133 | +1.604 | 19 |
| 20      | 28  | António Félix da Costa | BMW       | 1:14.384 | +1.855 | 20 |
| 21      | 94  | Pascal Wehrlein        | Mahindra  | 1:14.830 | +2.301 | 21 |
| 22      | 64  | Jérôme d'Ambrosio      | Mahindra  | 1:15.347 | +2.818 | 22 |
| Fuente: |     |                        |           |          |        |    |

- Edoardo Mortara recibió 3 lugares de penalización por exceso de velocidad bajo bandera roja.

### Carrera
| Pos     | N° | Piloto                 | Team      | Vueltas | Tiempo    | PL | Puntos  |
| ------- | -- | ---------------------- | --------- | ------- | --------- | -- | ------- |
| 1       | 48 | Edoardo Mortara        | Venturi   | 36      | 59:36.119 | 6  | 25      |
| 2       | 11 | Lucas Di Grassi        | Audi      | 36      | +0.988    | 5  | 18      |
| 3       | 4  | Robin Frijns           | Virgin    | 36      | +1.536    | 10 | 15      |
| 4       | 66 | Daniel Abt             | Audi      | 36      | +1.985    | 12 | 12      |
| 5       | 19 | Felipe Massa           | Venturi   | 36      | +3.258    | 9  | 10      |
| 6       | 2  | Sam Bird               | Virgin    | 36      | +3.306    | 7  | 9 (8+1) |
| 7       | 20 | Mitch Evans            | Jaguar    | 36      | +4.017    | 17 | 6       |
| 8       | 17 | Gary Paffett           | HWA       | 36      | +4.368    | 4  | 4       |
| 9       | 16 | Oliver Turvey          | NIO       | 36      | +5.624    | 19 | 2       |
| 10      | 28 | António Félix da Costa | BMW       | 36      | +6.492    | 20 | 1       |
| 11      | 7  | José María López       | Dragon    | 36      | +7.218    | 14 | 0       |
| 12      | 8  | Tom Dillmann           | NIO       | 36      | +7.825    | 11 | 0       |
| 13      | 25 | Jean-Éric Vergne       | Techeetah | 36      | +16.604   | 18 | 0       |
| 14      | 36 | André Lotterer         | Techeetah | 36      | +24.270   | 3  | 0       |
| Ret     | 22 | Oliver Rowland         | Nissan    | 29      | Retiro    | 2  | 0       |
| Ret     | 5  | Stoffel Vandoorne      | HWA       | 20      | Retiro    | 1  | 3 (0+3) |
| Ret     | 23 | Sébastien Buemi        | Nissan    | 19      | Retiro    | 8  | 0       |
| Ret     | 27 | Alexander Sims         | BMW       | 16      | Retiro    | 13 | 0       |
| Ret     | 6  | Felipe Nasr            | Dragon    | 1       | Retiro    | 16 | 0       |
| Ret     | 94 | Pascal Wehrlein        | Mahindra  | 1       | Retiro    | 21 | 0       |
| Ret     | 64 | Jérôme d'Ambrosio      | Mahindra  | 1       | Retiro    | 22 | 0       |
| Ret     | 3  | Nelson Piquet Jr.      | Jaguar    | 1       | Retiro    | 15 | 0       |
| Fuente: |    |                        |           |         |           |    |         |

- Sam Bird recibió 5 segundos de penalización  por causar una colisión.
- Jean-Éric Vergne recibió 5 segundos de penalización  por causar una colisión.